# Oggetti non stellari nella costellazione di Cassiopea
Principali oggetti non stellari presenti nella costellazione di Cassiopea.

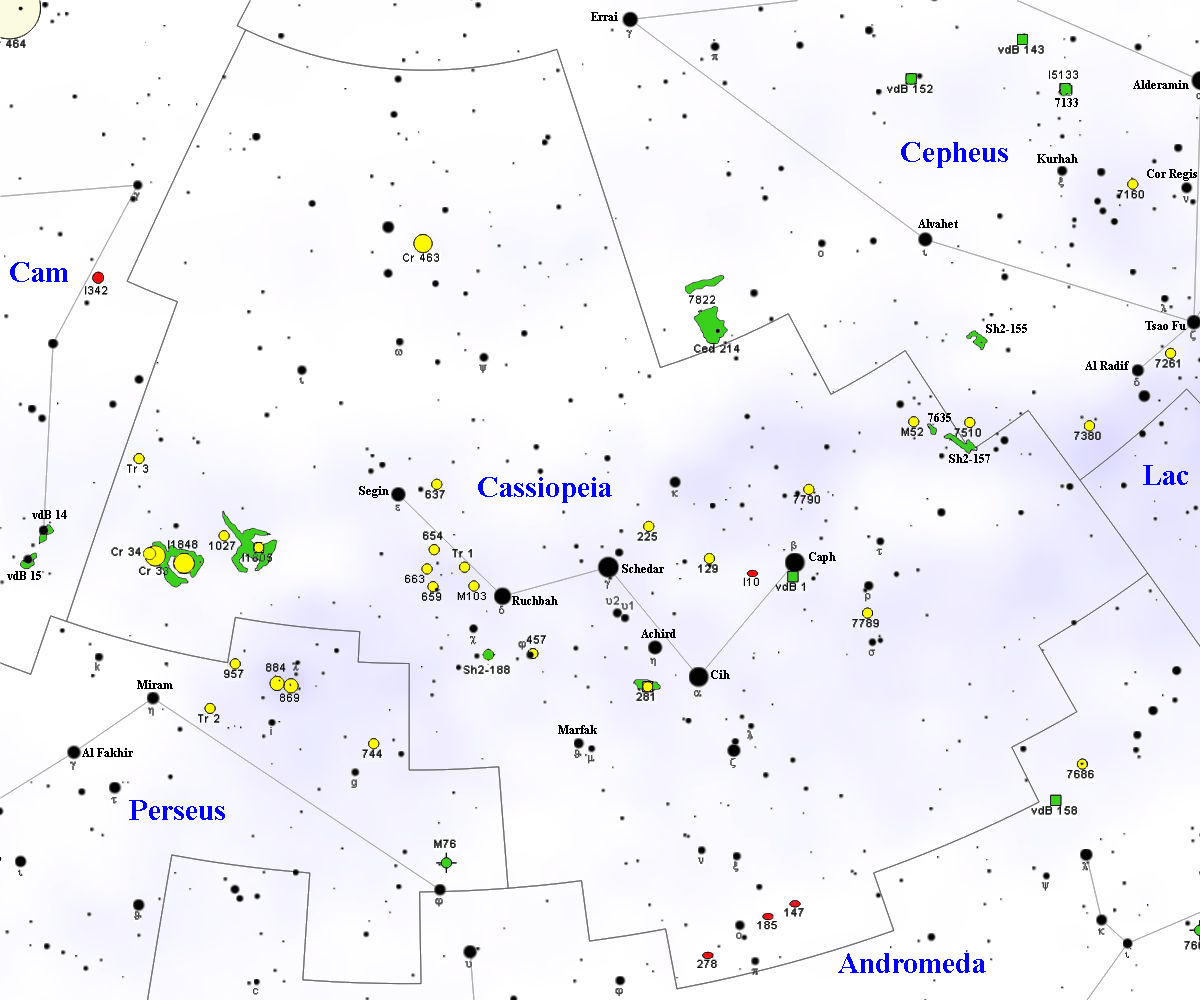
Mappa della costellazione di Cassiopea.

## Ammassi aperti
- Cr 463
- M52
- M103
- NGC 103
- NGC 110
- NGC 129
- NGC 133
- NGC 146
- NGC 189
- NGC 225
- NGC 281
- NGC 457
- NGC 559
- NGC 654
- NGC 659
- NGC 663
- NGC 1027
- NGC 7788
- NGC 7789
- NGC 7790
- Stock 2
- Tr 3

## Galassie
- Dwingeloo 1
- Dwingeloo 2
- Galassia nana di Cassiopea
- Gruppo di galassie di Maffei 1
- IC 10
- Maffei 1
- Maffei 2
- MB 3
- NGC 147
- NGC 185
- NGC 278
- NGC 1343

## Nebulose planetarie
- Abell 3
- Sh2-176
- Sh2-179
- Sh2-188
- Sh2-200

## Nebulose diffuse
- BFS 14
- IC 1805
- IC 1831
- IC 1848
- IC 1871
- NGC 896
- NGC 7635
- Regioni di formazione stellare di Cassiopea
  - Regione di Cassiopeia OB2
  - Regione di formazione stellare delle nebulose Cuore e Anima
- Sh2-151
- Sh2-152
- Sh2-153
- Sh2-157
- Sh2-159
- Sh2-161
- Sh2-163
- Sh2-164
- Sh2-165
- Sh2-166
- Sh2-168
- Sh2-169
- Sh2-170
- Sh2-172
- Sh2-173
- Sh2-175
- Sh2-177
- Sh2-180
- Sh2-181
- Sh2-182
- Sh2-183
- Sh2-185 (vdB 5)
- Sh2-186
- Sh2-187
- Sh2-192
- Sh2-193
- Sh2-194
- Sh2-195
- Sh2-196
- Sh2-198
- Sh2-201
- vdB 1
- vdB 2
- vdB 3
- vdB 4
- vdB 6
- vdB 7
- vdB 8
- vdB 9